# Prolachlanius resinatus
Prolachlanius resinatus là một loài côn trùng trong họ Hemerobiidae thuộc bộ Neuroptera. Loài này được Hagen in Berendt miêu tả năm 1856.